# A1 (Roemenië)
De A1 is een ruim 600 km lange snelweg die loopt vanaf de Roemeense hoofdstad Boekarest naar de Nadlac aan de Hongaarse grens (M43). Het deel van Boekarest naar Pitești werd als eerste snelweg in Roemenië in de jaren zestig door Gheorghe Gheorghiu-Dej aangelegd. De weg was in 2015 grotendeels gereed behalve het stuk door de Zevenburgse Alpen van Pitești naar Sibiu. Mede onder druk van de autoproducent Dacia in Mioveni bij Pitești deed de regering een toezegging dat dit ontbrekende stuk uiterlijk 2020 zou worden opgeleverd.

## Uitbreiding
De volgende trajecten zijn gereed in planning of in aanbouw: 

### Ring Pitești
De 12 km lange ringweg om Pitești werd opgeleverd in 2008. Deze was oorspronkelijk gepland voor 2005/2006.

### Pitești - Sibiu
Dit was in 2015 het enige nog niet in aanbouw genomen traject van de A1 in Roemenië. Het betrof 120 km waarvan 20 km door de bergen. In 2015 werd gestart met een haalbaarheidsstudie. Volgens de minister zou de bouw in 2017 kunnen beginnen.
Mede onder druk van de autoproducent Dacia in Mioveni bij Pitesti deed de regering een toezegging dat dit ontbrekende stuk uiterlijk 2020 zou worden opgeleverd. Financiering vindt deels plaats via de Europese Unie via het 'General Transport Masterplan'. Op 13 december 2024 opende 13 kilometer tussen Piteşti en Băiculești.

### Ring Sibiu
Een 23 kilometer lange autosnelweg die Sibiu omringt werd in 2010 opgeleverd.

### Sibiu - Orăștie
Dit traject werd in 2014 opgeleverd. Oorspronkelijk had dit wegdeel al in april 2013 klaar moeten zijn.

### Orăștie - Deva
Dit traject is 32,8 kilometer lang en werd op 30 mei 2013 vrijgegeven voor het verkeer.

### Deva - Lugoj
Het werk voor dit traject werd opgesplitst in vier secties. Aan alle secties werd in 2015 gewerkt.
In maart 2017 werd het traject Traian Vuia (Timiș)-Margina opengesteld voor het verkeer.

### Lugoj - Timișoara
Dit traject is 25,6 kilometer lang. De weg was halverwege 2015 vrijwel volledig gereed.

### Ring Timișoara
De constructie van de Ring Timișoara begon al in 2003 en is in 2012 opgeleverd.

### Timișoara - Arad
Het traject van 32,25 kilometer lengte tussen deze twee steden is in 2011 opgeleverd.

### Ring Arad
De ring Arad werd in 2011 opgeleverd.

### Arad - Nădlac
Dit traject is 38 kilometer lang en werd aanbesteed in twee delen. Het eerste deel werd in 2012 opgeleverd, het tweede deel inclusief een nieuwe grenscontrolepost op 11 juli 2015. De weg sluit aan op de Hongaarse autosnelweg M43 naar Szeged en Boedapest.

### Uitbreidingen Pitești-Arad-Boedapest en Timișoara-Belgrado
De loop van de snelweg zal na alle uitbreidingen als volgt zijn: Boekarest - Pitești - Curtea de Arges - Sibiu - Deva - Timișoara. Bij Timișoara zal de A1 splitsen. De ene helft gaat naar Belgrado en de andere via Arad naar de Hongaarse grens bij Nădlac en dan verder over de Hongaarse autosnelwegen M43 en M5 naar Boedapest.

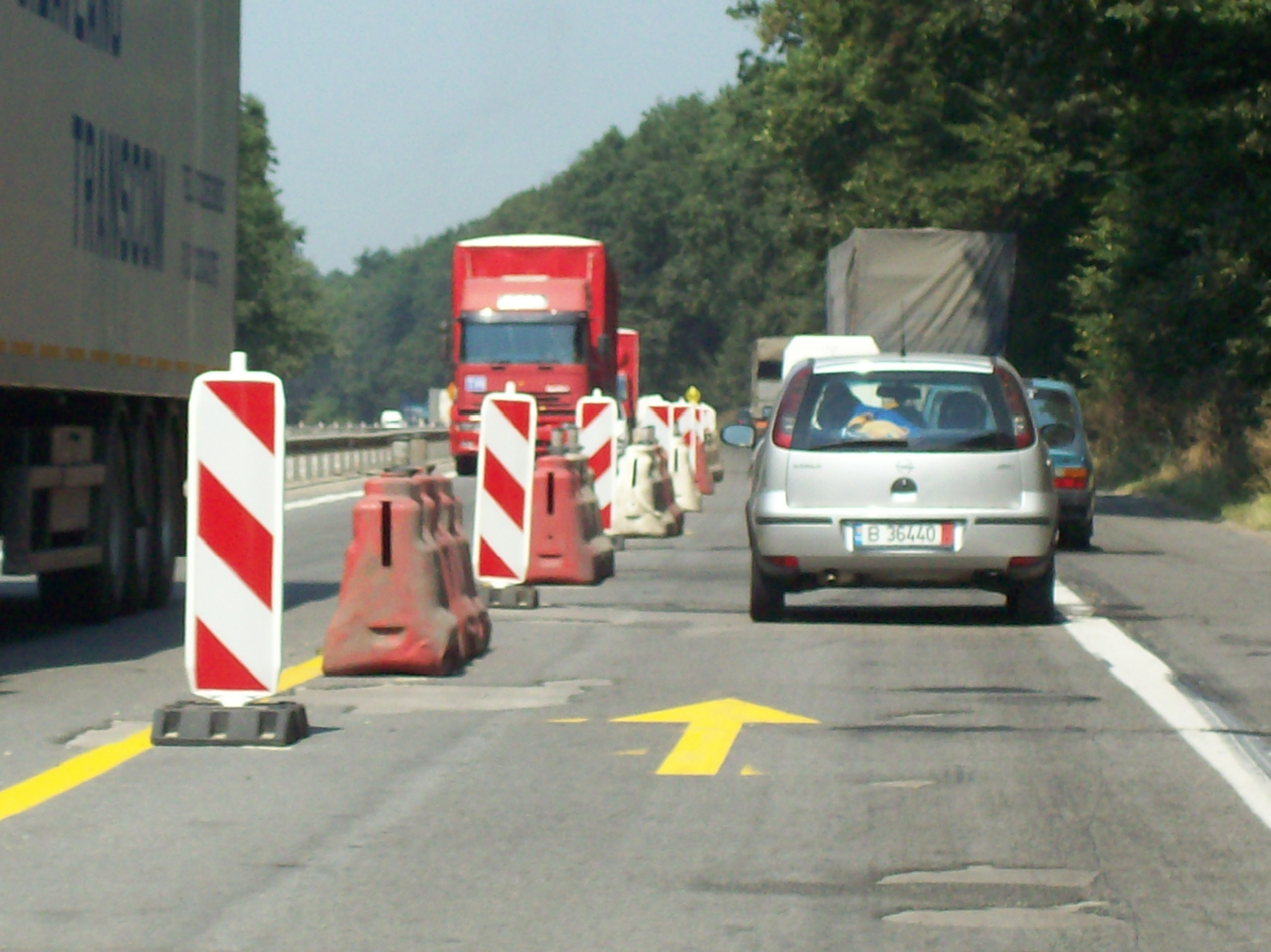
Wegwerkzaamheden aan de A1

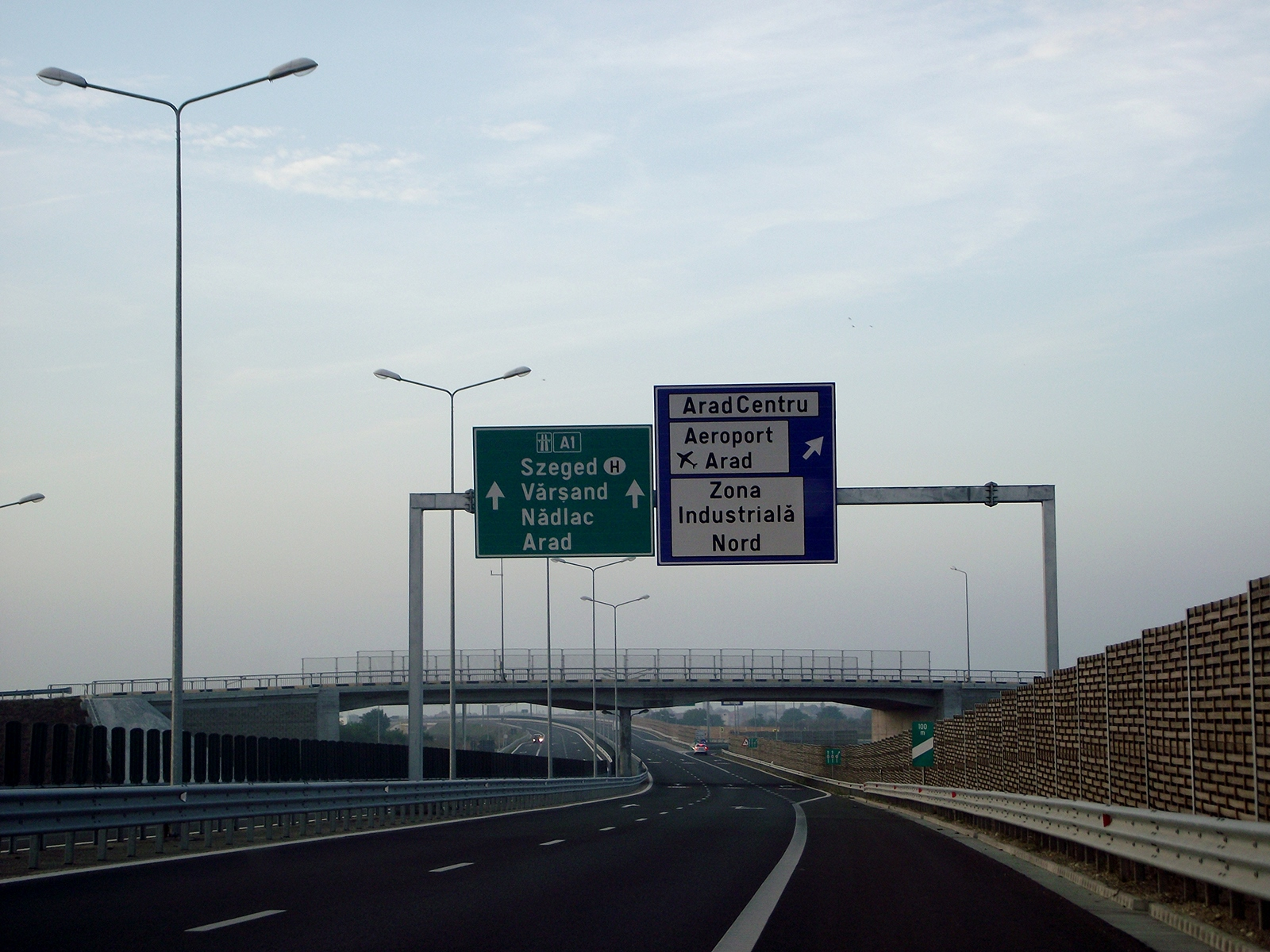
De A1